# Erateina simplex
Erateina simplex là một loài bướm đêm trong họ Geometridae.